# Kelly Stempihar
Kelly Stempihar (1977) è un'ex sciatrice alpina statunitense.

## Biografia
Attiva dal gennaio del 1995, in Nor-Am Cup la Stempihar esordì il 2 dicembre 1995 a Winter Park in slalom gigante, senza completare la prova, ottenne l'unico podio il 2 febbraio 2000 a Big Mountain in supergigante (3ª) e prese per l'ultima volta il via il 7 marzo successivo a Whistler nella medesima specialità (14ª). Si ritirò al termine di quella stessa stagione 1999-2000 e la sua ultima gara fu uno slalom speciale FIS disputato il 13 aprile a Vail; non debuttò in Coppa del Mondo né prese parte a rassegne olimpiche o iridate.

## Palmarès

### Nor-Am Cup
- Miglior piazzamento in classifica generale: 25ª nel 2000
- 1 podio:
  - 1 terzo posto